# Ernest Roze

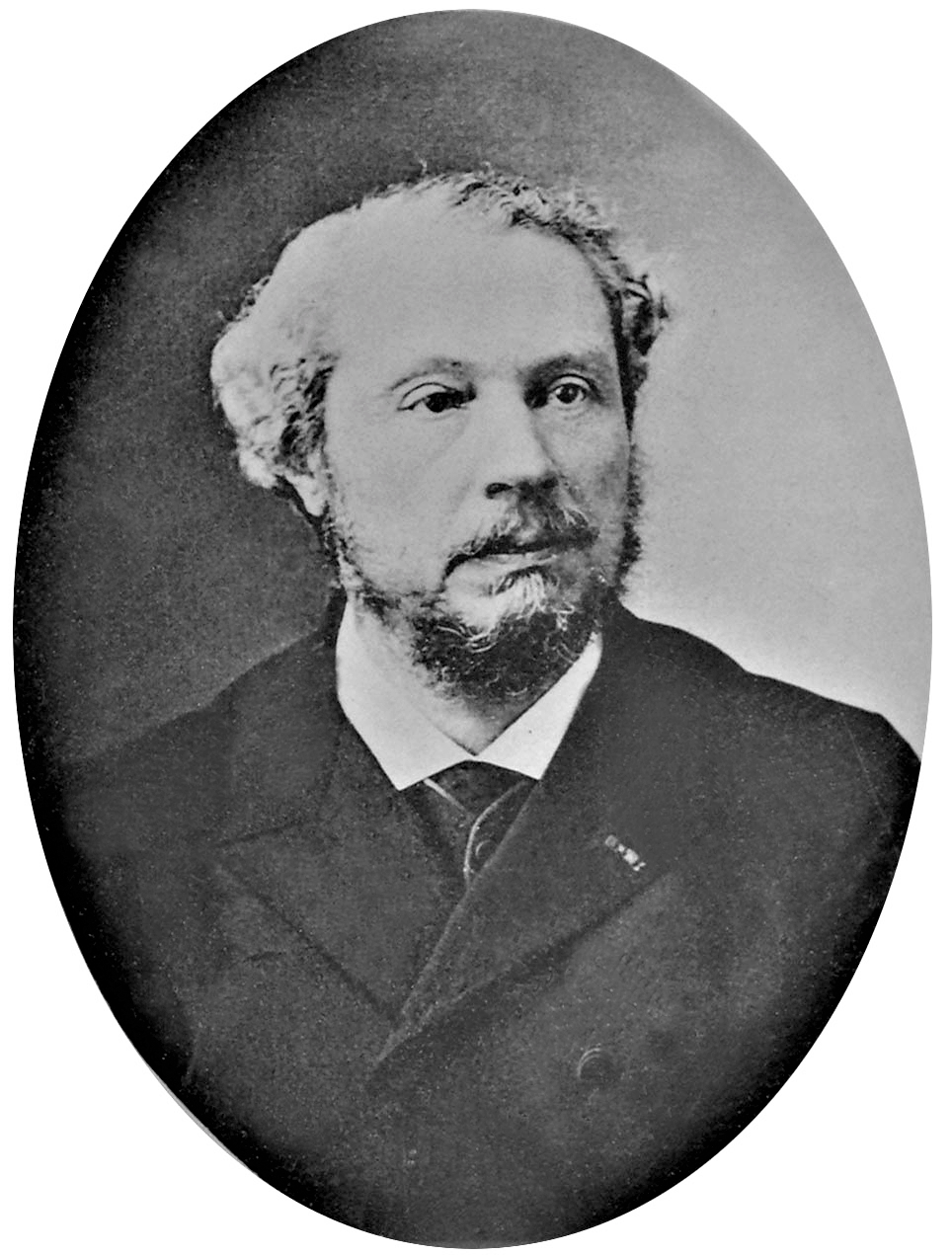
Ernest Roze

Ernest Henri Roze (Parigi, 14 giugno 1833 – Chatou, 25 maggio 1900) è stato un botanico e micologo francese.

## Biografia
Figlio di un architetto, entrò come soprannumerario nell'amministrazione centrale del Ministero delle finanze nel 1855, fu promosso cancelliere nel 1856, vicecapo dell'ufficio nel 1873 e capo dell'ufficio nel 1876. Fu decorato con la Legion d'onore in questa veste nel 1879.
Ernest Roze, si dedicò alla botanica come "cultore della materia", parallelamente alla sua carriera amministrativa, e fu premiato all'Accademia delle scienze e all'Accademia di agricoltura di Francia.
Entrò nella Société botanique de France nel 1860 dove ricoprì vari incarichi: membro del Consiglio di amministrazione nel 1862, 1877, 1882, 1886, 1888; vicesegretario, nel 1865; segretario, nel 1858 e nel 1870; quattro volte vicepresidente, 1870, 1870, 1881, 1897; primo vicepresidente, nel 1889 e presidente, nel 1890.
Si ritirò nel 1894 con il titolo di vicedirettore onorario del Ministero delle Finanze, rifiutando la proposta di una croce da ufficiale della Legion d'onore dal suo ministro, Auguste Burdeau.

## Pubblicazioni
- Ernest Roze, Fleurs de printemps:Premières poésies, Parigi, Nolet, 1855.

- Auguste Rivière, Édouard François André, Ernest Roze, Les fougères : choix des espèces les plus remarquables pour la décoration des serres, parcs, jardins et salons, précédé de leur histoire botanique & horticole, Parigi, J. Rothschild, 1867.

- Ernest Roze, Charles Richon (illustr.), Charles Rolet (illustr.), Atlas des champignons comestibles et vénéneux de la France et des pays circonvoisins : contenant 72 planches en couleur où sont représentées les figures de 229 types des principales espèces de champignons recherchées pour l'alimentation, et des espèces similaires suspectes ou dangereuses avec lesquelles elles sont confondues, Parigi, O. Doin, 1888.

- Ernest Roze, Histoire de la pomme de terre traitée aux points de vue historique, biologique, pathologique, cultural et utilitaire, Parigi, J. Rothschild, 1898.

- Ernest Roze, Charles de L'Escluse d'Arras, le propagateur de la pomme de terre au XVI siècle : sa biographie et sa correspondance, Parigi, J. Rothschild, 1899.

- Ernest Roze, Maxime Cornu, Sur deux nouveaux types génériques pour les familles des Saprolégniées et des Péronosporées, in Bibliothèque de l'École des Hautes Études, Section des sciences naturelles, vol. 2, Parigi, 1870.

- Ernest Roze, Recherches biologiques sur l'Azolla Filiculoides Lamk, in Bulletin de la Société Botanique de France, vol. 35, n. 2, 1888,  pp. 427-428.

## Curiosità
Nel 1879 il micologo  Karsten dedicò a Roze il Genere di funghi Rozites che successivamente fu incluso come sottogenere del Genere Cortinarius.